# Colocleora perpectinata
Colocleora perpectinata là một loài bướm đêm trong họ Geometridae.